# Samurai Warriors (jogo eletrônico)
Samurai Warriors (戦国無双, Sengoku Musō) é o primeiro título na série de vídeojogos criados pela Omega Force da Koei, baseada livremente em volta do Sengoku ("estados em Guerra") período da história japonesa e é uma subsidiária da série Dynasty Warriors. Uma versão portátil deste jogo chamada Samurai Warriors: State Of War foi lançada para o Playstation Portable, que inclui características adicionais de multijogadores.

## Jogabilidade

### Luta
Na jogabilidade básica de Samurai, o jogador toma o papel de um único oficial na batalha e deve defender-se das hordas de soldados inimigos e derrotar o comandante inimigo. O jogador tem à sua disposição uma variedade de ataques, combos e movimentos especiais que devastam uma multidão conhecidos como ataques de Musou (Musou attack). A variedade de ataques disponíveis aumentam de acordo com o nível do personagem e ganha novas armas.
Os ataques de Musou só podem ser executados quando a barra de Musou do personagem estiver cheia, que faz tão gradualmente quando o jogador inflige ou recebe o dano. Adicionalmente, se o jogador é baixo na saúde ou possuir uma habilidade especial, eles podem usar o seu ataque de Musou Verdadeiro (True Musou Attack) especial que causa dano elementar além do dano normal bem como acrescenta um grupo de três ataques que devasta o resto do inimigos ao redor. Uma diferença entre Samurai Warriors de Dynasty Warriors é a capacidade de executar combo ataques de estilo livre durante o modo de ataque Musou, durante no qual o jogo introduz o bullet-time; os soldados comuns movem-se muito lentamente, contudo os oficiais não são afetados. Outras capacidades que os personagens de Samurai têm por cima da série Dynasty incluem a capacidade de executar uma esquiva para evitar ataques, e desviar flechas com a sua arma.

## Crescimento de personagem
Outra modificação significante é o caminho do qual os personagens se tornam mais fortes. Há um novo sistema de ranking depois das batalhas que depende de cinco categorias:
- O tempo no qual a batalha é ganha
- Montante de experiência ganha
- Missões com sucesso concluídas em batalha
- O número de inimigos derrotados usando um ataque de Musou.
- O número de inimigos que mataste no total.

Cada uma dessas categorias é dado um rank (do mais baixo ao mais alto: E, D, C, B, A, S) dependendo da performance do jogador, e então é dada ao jogador rank total. Quão mais alto o rank e mais difícil a dificuldade do jogo, mais os atributos do personagem aumentará. Além do crescimento de status do personagem, os Pontos de Habilidade (Skill Points) também são concedidos. Com esses Pontos de Habilidade o jogador pode comprar habilidades que realçam capacidades do seu personagem.
Uma das duas modificações mais significantes de Samurai Warriors por cima de Dynasty Warriors é a introdução do sistema de missão em batalhas. Cada etapa tem um número de missões diferentes que ficam disponíveis dependendo de qual personagem o jogador está controlando e o êxito ou o fracasso de missões prévias. Tais tarefas incluem eliminar oficiais inimigos específicos, lançar ataques furtivos em bases inimigas ou frustração dos planos inimigo. O êxito nessas missões pode ser crucial ao resultado de muitas batalhas como o fracasso muitas vezes resulta em uma perda maciça da moral das forças do jogador.

### Itens e armas
Cada personagem pode equipar até cinco itens antes de cada batalha, que afetará os seus atributos ou lhes dará capacidades adicionais. Os jogadores podem encontrar itens que afetam os seus atributos pela batalha normal derrotando oficiais inimigos ou arrombando engradados. Os itens que dão aos personagens capacidades especiais são mais difíceis conseguir. Os jogadores devem lutar uma batalha específica e concluir ou reprovar missões específicas para fazer que uma equipe de provisão (Supply Team) inimiga apareça. Derrotar desta equipe de provisão fará que o item apareça.
Como os itens, as armas também podem ser encontradas nas batalhas. Cada personagem tem quatro tipos diferentes de armas que eles podem encontrar. Além desses atributos baseados, as armas também lhes aleatoriamente ter outros atributos nelas. O valor desses bônus depende de três coisas: o nível de dificuldade, a etapa que o jogador está e o rank que o personagem está na habilidade "Discirno" (Discern).
Além das armas aleatórias deixadas há outras quintas armas especiais para encontrar. Diferentemente das demais armas, as quintas armas já tem estabelecidas os bônus e atributos. Como os itens raros, o jogador tem de jogar uma etapa específica e concluir uma tarefa específica para conseguir  que uma equipe de provisão apareça. Contudo, diferentemente dos itens raros, para adquirir-se a arma o jogo deve estar em nível de dificuldade elevado como Difícil (Hard) ou Caos (Chaos).

### Novo treinamento de oficial
Samurai Warriors dá aos jogadores a oportunidade de criar novos personagens via modo de treinamento de oficial (officer training mode). Neste modo os jogadores devem estudar sob um mentor e concluir doze sessões de treinamento e um exame final. A primeira coisa que o jogador deve fazer é escolher a aparência do personagem, de uma seleção inicial de oito modelos diferentes. O status inicial do personagem é dependente do modelo escolhido. O jogador então deve decidir tomar parte em um teste e uma de três armas que usará para o teste.
Cada um dos testes diferentes afeta atributos diversos do personagem. Depois da realização do teste o jogador será colocado em um rank de 100 pontos, adquirindo-se mais pontos os atributos do personagem aumentarão em um maior montante. Se o personagem for derrotado durante o curso de um teste, eles reprovarão automaticamente o teste e terão de passar o resto da sessão de treinamento.
Depois que doze sessões de teste passados, o personagem deve tomar um exame final. Este exame compõe-se de duas sessões de treinamento costas às costas. O jogador tem de marcar um total de 100 pontos entre esses dois testes para passar o exame. Se o jogador concluir o exame final com sucesso então ele será capaz de usar o seu novo oficial em outros modos de jogo, contudo se o jogador falhar então o personagem será perdido e o modo de oficial terá de ser começado do começo.

## Samurai Warriors: Xtreme Legends
Samurai Warriors: Xtreme Legends (戦国無双: 猛将伝, Sengoku Musō: Moushouden) é um disco de expansão para PS2 de Samurai Warriors. Enquanto Xtreme Legends pode ser jogado sozinho, não é possível usar alguma das características do original.
Diferentemente dos jogos Dynasty Warriors: Xtreme Legends, este oferece quatro novos personagens (Yoshimoto Imagawa, Hideyoshi Hashiba, Tadakatsu Honda e Inahime) e uma nova missão e mapa. Este também oferece novas armas, um novo modo de sobrevivência, e com vários problemas consertados.
Mesmo depois que os personagens alcançaram o rank 20 ainda podem ganhar pontos de habilidade e aumentar os seus atributos sem necessidade de resetar o personagem.  Samurai Warriors: Xtreme Legends estendeu isso, acrescentando sextas armas ainda mais poderosas para ganhar. Essas só podem ser descobertas jogando no modo Chaos (ou modo Hard, se o bônus correto for adquirido).
Exclusivo para Samurai Warriors: Xtreme Legends, através da realização de tarefas especiais, o jogador pode ganhar Pontos Bônus para comprar características especiais. Essas características incluem trajes adicionais de personagens, testes de som de voz, abaixar a dificuldade necessitada para destrancar as quintas e sextas armas e a capacidade de quebrar os limites de omitidos de status de personagem. Os métodos de ganhar pontos bônus incluem o seguinte: ganhar os finais de todos os personagens, desbloquear os itens raros e armas e com sucesso criar novos personagens.

## Pachi Slot Sengoku Musou/Sengoku Rush
Este é um jogo baseado em papa-níqueis que apresenta Yukimura Sanada, Hanzo Hattori e Keiji Maeda como personagens jogáveis com suas próprias histórias que usam em Samurai Warriors. Nohime, Masamune Date e Hideyoshi Toyotomi  estão incluídos como chefes normais, enquanto Nobunaga Oda é um chefe especial. Outros personagens que fazem aparição como não-jogáveis são Kunoichi, Shingen Takeda, Okuni e Goemon Ishikawa.
O jogo foi lançado em 6 de Setembro de 2006 para PlayStation 3.

## Recepção
O lançamento de PS2 de Samurai Warriors vendeu um milhão de cópias dentro de um mês no Japão e conseguiu o diagrama de platina japonês com um total de 1.06 milhões. foi concedido um prêmio da excelência no CESA 2004 Game Awards e recebeu nota 34 de 40  de avaliação da Famitsu.
O jogo é encontrado com variadas resenhas de críticos Ocidentais, a maior parte de revisores criticam as semelhanças visuais e técnicas do jogo à série Dinastia Warriors como causa. O que ganhou a maior parte de louvor foi o elemento de RPG acrescentado no jogo como ele se desvia do seu predecessor espiritual acrescentando um mais alto valor na partida decisiva para os gamers. O modo Create a Character foi recebido com resultados variados. Phantom da Game Planet comentou que é, "bem implementado", permitindo a jogadores jogar exatamente com um personagem feito por eles enquanto Alex Navarro da Gamespot considerou a opção como "um toque bonito" mas "bastante enfadonho" no final As inovações feitas ainda eram encontradas com a crítica do gênero como um todo, Patrick Garratt da EuroGamer, "estamos seriamente a ponto de sermos todo tornados warriors." Além de tudo, é visto como um jogo agradável e repetitivo com uma entrega de imperfeições.
A versão do PS2 mantém uma avaliação média de 71 % na Game Rankings.